# 文茨維爾 (密蘇里州)
文茨維爾（英語：Wentsville）是位於美國密蘇里州聖查爾斯縣的城市。

## 人口
根據2020年美國人口普查的數據，文茨維爾的面積為54.24平方千米，當中陸地面積為54.20平方千米，而水域面積為0.03平方千米。當地共有人口44372人，而人口密度為每平方千米818人。